# Diócesis de San Ignacio de Velasco
La diócesis de San Ignacio de Velasco (en latín: Dioecesis Sancti Ignatii Velascani) es una circunscripción eclesiástica de la Iglesia católica en Bolivia. Se trata de una diócesis latina, sufragánea de la arquidiócesis de Santa Cruz de la Sierra. Desde el 4 de noviembre de 2016 su obispo es Robert Herman Flock.

## Territorio y organización
La diócesis tiene 159 061 km² y extiende su jurisdicción sobre los fieles católicos de rito latino residentes en el departamento de Santa Cruz en las provincias de: Chiquitos, José de Miguel Velasco, Ángel Sandoval, Germán Busch y parte de la provincia Cordillera.
La sede de la diócesis se encuentra en la ciudad de San Ignacio de Velasco, en donde se halla la Catedral de San Ignacio.
En 2022 en la diócesis existían 25 parroquias.

## Historia
El vicariato apostólico de Chiquitos fue erigido el 27 de enero de 1930 con la bula Apostolicae Sedi del papa Pío XI.
El 13 de diciembre de 1951 cedió una porción de su territorio para la erección del vicariato apostólico de Ñuflo de Chávez mediante la bula Ne sacri Pastores del papa Pío XII.
El 3 de noviembre de 1994 el vicariato apostólico fue elevado a diócesis con la bula Solet catholica del papa Juan Pablo II y asumió su nombre actual.

## Estadísticas
Según el Anuario Pontificio 2023 la diócesis tenía a fines de 2022 un total de 250 000 fieles bautizados.
| Año                                                                             | Población            | Población | Población      | Sacerdotes | Sacerdotes    | Sacerdotes    | Bautizados por sacerdote | Diáconos permanentes | Religiosos | Religiosos | Parroquias |
| Año                                                                             | Bautizados católicos | Total     | % de católicos | Total      | Clero secular | Clero regular | Bautizados por sacerdote | Diáconos permanentes | Varones    | Mujeres    | Parroquias |
| ------------------------------------------------------------------------------- | -------------------- | --------- | -------------- | ---------- | ------------- | ------------- | ------------------------ | -------------------- | ---------- | ---------- | ---------- |
| 1948                                                                            | 43 137               | 43 391    | 99.4           | 18         |               | 18            | 2396                     |                      |            | 10         | 18         |
| 1966                                                                            | 48 650               | 50 000    | 97.3           | 24         |               | 24            | 2027                     |                      | 36         | 75         | 16         |
| 1970                                                                            | 54 000               | 55 000    | 98.2           | 24         |               | 24            | 2250                     |                      | 42         | 85         |            |
| 1976                                                                            | 70 000               | 74 000    | 94.6           | 31         | 3             | 28            | 2258                     |                      | 43         | 71         | 18         |
| 1980                                                                            | 71 400               | 74 800    | 95.5           | 27         | 4             | 23            | 2644                     |                      | 39         | 79         | 17         |
| 1990                                                                            | 106 000              | 113 000   | 93.8           | 35         | 10            | 25            | 3028                     |                      | 42         | 98         | 19         |
| 1999                                                                            | 165 000              | 180 000   | 91.7           | 29         | 18            | 11            | 5689                     |                      | 18         | 88         | 21         |
| 2000                                                                            | 165 000              | 180 000   | 91.7           | 30         | 19            | 11            | 5500                     |                      | 18         | 88         | 21         |
| 2001                                                                            | 185 000              | 200 000   | 92.5           | 29         | 18            | 11            | 6379                     |                      | 18         | 85         | 21         |
| 2002                                                                            | 180 000              | 200 000   | 90.0           | 32         | 17            | 15            | 5625                     |                      | 24         | 76         | 21         |
| 2003                                                                            | 200 000              | 220 000   | 90.9           | 33         | 17            | 16            | 6060                     |                      | 25         | 68         | 21         |
| 2004                                                                            | 200 000              | 220 000   | 90.9           | 33         | 17            | 16            | 6060                     |                      | 26         | 62         | 22         |
| 2010                                                                            | 220 000              | 245 000   | 89.8           | 29         | 16            | 13            | 7586                     |                      | 14         | 56         | 22         |
| 2014                                                                            | 236 000              | 262 600   | 89.9           | 31         | 20            | 11            | 7612                     |                      | 12         | 53         | 22         |
| 2017                                                                            | 202 000              | 227 000   | 89.0           | 28         | 15            | 13            | 7214                     |                      | 13         | 53         | 22         |
| 2020                                                                            | 236 705              | 243 000   | 97.4           | 33         | 19            | 14            | 7172                     |                      | 20         | 52         | 25         |
| 2022                                                                            | 250 000              | 280 000   | 89.3           | 31         | 19            | 12            | 8064                     |                      | 19         | 46         | 25         |
| Fuente: Catholic-Hierarchy, que a su vez toma los datos del Anuario Pontificio. |                      |           |                |            |               |               |                          |                      |            |            |            |

## Episcopologio
- Berthold Bühl, O.F.M. † (3 de enero de 1931-1941 renunció)
- Juan Tarcisio Senner, O.F.M. † (25 de febrero de 1942-1948 nombrado obispo auxiliar de Sucre)
- José Calasanz Rosenhammer, O.F.M. † (12 de mayo de 1949-21 de agosto de 1974 retirado)
- Federico Bonifacio Madersbacher Gasteiger, O.F.M. † (21 de agosto de 1974 por sucesión-29 de julio de 1995 retirado)
- Carlos Stetter (29 de julio de 1995 por sucesión-4 de noviembre de 2016 retirado)
- Robert Herman Flock, desde el 4 de noviembre de 2016